# 中野ワールド会館
中野ワールド会館（なかのワールドかいかん）は、東京都中野区に所在した施設。

## 概要
1971年に竣工。
正六角形が隙間無く並べられた構造が特徴であり、初代オーナーであった台湾人がデザインしたビルであった。その雰囲気からは中野の九龍城と呼ばれていた。付近にある中野ブロードウェイが完成した翌年に竣工しており、当時の中野ブロードウェイには無い機能を持たせたいとされていた。
開業当時はホテルや映画館として営業されていた。それからはウィークリーマンションやシェアハウスなどに業態を変える。それからオーナーの変更と共に飲食店を中心とした雑居ビルになる。
このビルは外見が評判であった。潜入探偵トカゲをはじめとした数多くの映画やテレビドラマのロケにも使用されてきた。

### 閉館へ
2014年には中野ワールド開館は閉館の危機に陥る。この時点でビルのオーナーは何度も替わっており、当時のオーナーは支払い金を滞納することにより、債権者による土地の差し押さえや、東京地方裁判所による競売調査や、上下水道を止められる可能性がある状態にまでなる。2014年8月13日にはワールド会館商店会長を中心として対策委員会が設置され、営業を継続できる方法などが模索される。8月18日には水道局から全テナントに対して上下水道の供給を停止するという通知状が投函されたが、商店会の対応で一時的に回避することができた。
2014年頃よりインターネット上では中野ワールド会館の取り壊しや閉館の危機があるという話が出回っていた。それからもしばらくはテナントの営業は続いていたものの、2022年3月下旬頃より閉鎖されたや封鎖されたという情報を見かけるようになる。入居していた店舗が2021年7月に移転していたのは、中野ワールド会館の所有者が変更して、これに伴い解体することが決定したからであった。